# Amt Mittelangeln
Das Amt Mittelangeln ist ein Amt im Zentrum der Landschaft Angeln im Kreis Schleswig-Flensburg in Schleswig-Holstein mit Verwaltungssitz in Satrup, Gemeinde Mittelangeln. In der Gemeinde Sörup unterhält das Amt ein Bürgerbüro. Das Amt grenzt an das Amt Langballig im Norden, an das Amt Geltinger Bucht im Osten, das Amt Süderbrarup im Südosten, das Amt Südangeln im Südwesten und das Amt Hürup im Nordwesten.

## Amtsangehörige Gemeinden mit ihren Ortsteilen (OT)

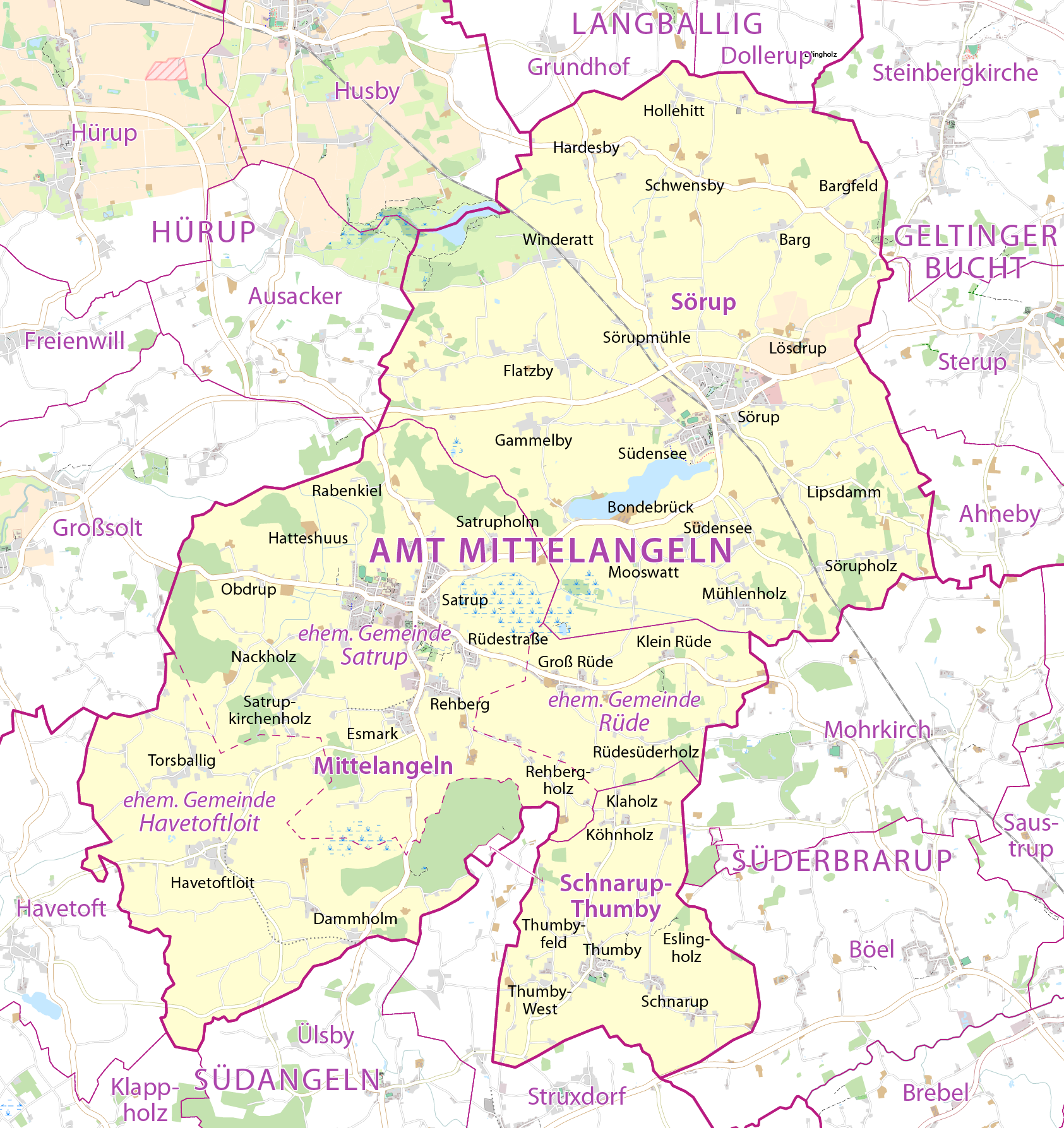
Lage des Amtes mit allen Ortsteilen

- Mittelangeln mit den OT Esmark, Bondebrück, Dammholm, Groß Rüde, Havetoftloit, Klein Rüde, Mooswatt, Nackholz, Obdrup, Hatteshuus, Rabenkiel, Rehberg, Rehbergholz, Rüdestraße, Rüdesüderholz, Satrup, Satrupholm, Satrupkirchenholz, und Torsballig
- Schnarup-Thumby mit den OT Eslingholz, Klaholz, Köhnholz, Lüttholm, Schnarup, Thumby, Thumby-West, Thumbyfeld und Thumbyhassel
- Sörup mit den OT Barg, Flatzby, Gammelby, Hardesby, Hollehitt, Mooswatt, Mühlenholz, Schwensby, Sörupholz, Sörupmühle, Südensee und Winderatt

## Geschichte

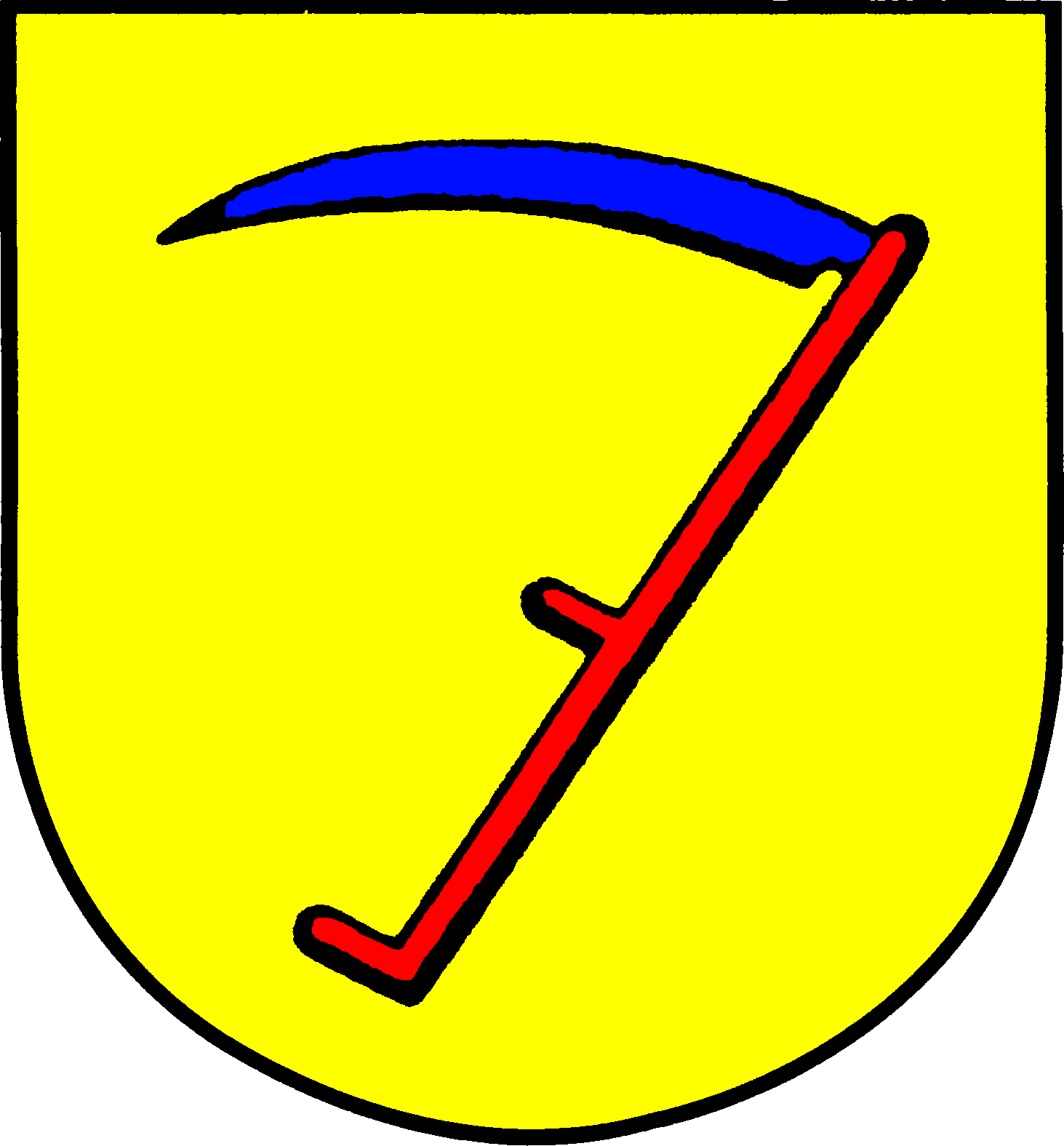
Wappen des ehem. Amtes Satrup

1947 wurde das Amt als Amt Satrup mit Sitz in Satrup gebildet. Ihm gehörten damals die Gemeinden Satrup, Esmark, Rehberg, Rüde und Obdrup an.
Im Zuge der Gebietsreform von 1970 schlossen sich die Gemeinden Satrup, Esmark, Rehberg und Obdrup zur Gemeinde Satrup zusammen und die Gemeinden Havetoftloit, Torsballig und Schnarup-Thumby wurden in die Verwaltung eingegliedert.
Zum 1. Januar 2008 schloss sich die bis dahin amtsfreie Gemeinde Sörup dem Amt an und das Amt benannte sich in Amt Mittelangeln um.
Zum 1. März 2013 schlossen sich Havetoftloit, Rüde und Satrup zur Gemeinde Mittelangeln zusammen.

## Wappen
Blasonierung: „Über silbernen Schildfuß, darin zwei blaue Wellenfäden, von Gold und Blau schräglinks geteilt. Oben, schräglinks aufrecht gestellt und mit dem blauen Blatt nach rechts, eine Sense mit rotem Schaft, unten ein goldenes Rad mit elf Speichen.“
Die bereits im Wappen des früheren Amtes Satrup abgebildete Sense ist das alte Symbol der Satrupharde (siehe auch: Angler Wappen).